# Zweikanalton
Das Zweikanalton-, Zweiton- oder A2-Verfahren ist eine analoge Technik für die Tonübertragung beim analogen Kabel- und analogen terrestrischen Fernsehen, bei der zwei unabhängige Audiokanäle übertragen werden. Die zwei Kanäle können entweder für Zweikanal-Stereofonie, für die Übertragung von Fassungen in verschiedenen Sprachen (etwa von Original- und der Synchronfassung eines ausländischen Films) oder für die Übertragung von Normalfassung für Normalsichtige und Hörfilm-Fassung für Blinde und Sehbehinderte (Zwei-Kanal-Ton) verwendet werden. Wenn zwei Fassungen übertragen werden, ist nur Mono-Betrieb möglich, da insgesamt nur zwei Tonkanäle verfügbar sind.

## Technik
Im Gegensatz zum traditionellen Mono-Ton bei analoger terrestrischer oder Kabelübertragung von Fernsehsendern im deutschsprachigen Raum (Fernsehnorm PAL-B/G), der frequenzmoduliert auf einem Tonträger bei 5,5 MHz im Basisband übertragen wird, wird beim Zweikanalton-Verfahren ein zusätzlicher Tonträger bei 5,7421875 MHz benutzt. Dieser zweite Tonträger ist 20 dB schwächer als der Bildträger und 7 dB schwächer als der traditionelle Tonträger bei 5,5 MHz, um im Bild keine Störungen zu verursachen. Aus dem gleichen Grund hat er einen Abstand vom 15,5fachen der Zeilenfrequenz vom anderen Tonträger, liegt also genau zwischen zwei Oberwellen.

### Kompatibilität
Es gibt zwei Modi der Übertragung, die unterschiedliche Anforderungen an die Kompatibilität stellen: Stereoton, wobei ein Monoempfänger ein Summensignal als Monosignal empfangen soll, und Zweikanalübertragung, wobei ein Monoempfänger nur den ersten Tonkanal empfangen soll. Bei Stereoübertragung ist der traditionelle Tonträger mit dem Summensignal (L+R) und der zweite Tonträger nur mit dem Signal R moduliert; Mono-Fernsehgeräte, die nur den ersten Tonträger auswerten, spielen also, wie gefordert, ein Gemisch aus beiden Kanälen ab, Stereo-Fernsehgeräte können durch Differenzbildung den linken Kanal rekonstruieren. Im Fall der Zweikanalübertragung ist der Hauptkanal mit der Hauptsprache bzw. der Normalfassung, der Nebenkanal mit der Zweitsprache bzw. der Hörfilm-Fassung moduliert, Mono-Fernsehgeräte spielen daher nur die Hauptsprache ab. Zur Kennung und zur Unterscheidung der beiden Modi wird im Nebenkanal (5,74 MHz) ein Pilotton von 54,6875 kHz (3,5faches der Zeilenfrequenz von 15,625 kHz) amplitudenmoduliert mit 274 Hz (Zweikanal) bzw. 117 Hz (Stereo) mit übertragen.
Rekonstruktion des linken Kanals bei stereofoner Übertragung:
{\displaystyle L=\left(L+R\right)-R}

### Variante für Norm M
Eine Variante des Zweikanalton-Verfahrens wird in Südkorea für die dortige Norm M mit NTSC-Farbe verwendet. Der Haupttonträger liegt bei NTSC-M bei 4,5 MHz, der zweite Tonträger auf der 14,25-fachen Zeilenfrequenz, somit bei ca. 4,724 MHz bei einer Prä-Emphase von 75 Mikrosekunden. Die Pilottöne für die Kennzeichnung der Übertragungsart liegen bei 149,9 Hz für Stereo und 276 Hz für zweisprachige Sendungen. Ein weiterer Unterschied zur B/G-Variante ist, dass der zweite Tonträger im Stereomodus mit der Differenz L−R moduliert ist (statt mit R wie im B/G-Verfahren). Südkorea weicht damit vom sonst für die Norm M üblichen Mehrkanalton-Verfahren MTS ab.

## Verbreitung
Das Zweikanalton- bzw. A2-Verfahren wurde in der B/G-Variante außer in Deutschland auch in Österreich, der Schweiz und den Niederlanden sowie ausschließlich für Zweikanal-Stereofonie in Kroatien und Serbien bei analoger terrestrischer und Kabelübertragung eingesetzt, sowie in Südkorea in der M-Variante.

## Geschichte
Das deutsche Zweikanalton-Verfahren wurde vom IRT entwickelt. Es wurde am 13. September 1981 vom ZDF eingeführt. Die Bundesrepublik war damit das erste Land Europas mit Mehrkanalton im Fernsehen. Der Ausbau der ZDF-Senderkette erfolgte danach schrittweise, weshalb anfangs noch nicht das gesamte Sendegebiet Mehrkanaltonsendungen empfangen konnte. Um die neue Technik dem Publikum schmackhaft zu machen, wurde täglich zwischen 14:00 und 16:00 Uhr eine 30-minütige Werbesendung ausgestrahlt. Das Erste führte den Zweikanalton am 29. August 1985 anlässlich der Internationalen Funkausstellung 1985 ein.
Das Ende der Ära der analogen Fernsehübertragung umfasst naturgemäß auch das Ende der analogen (Zweikanal-)Tonübertragung.

## Andere Normen für Mehrkanalton im terrestrischen Fernsehen

### NICAM
In den meisten anderen Ländern mit europäischen Normen auf 625 Zeilen/25 Bilder pro Sekunde ist für Stereo- und Zweikanal-Tonübertragung im Analogfernsehen das digitale Verfahren NICAM 728 verbreitet. Es wurde in Großbritannien von der BBC entwickelt. Bei NICAM wird der analoge Ton parallel in Mono ausgestrahlt, um Kompatibilität mit Mono-Empfängern herzustellen.

### MTS
Eine dritte Variante ist das besonders zusammen mit der Norm M NTSC verbreitete MTS-Verfahren.

### EIAJ MTS
In Japan wurde fürs analoge Fernsehen dieses eigene Verfahren entwickelt.

## Mehrkanalton bei anderen Verbreitungswegen
Das Zweikanalton-Verfahren wird ebenso wie NICAM und MTS nur bei terrestrischer analoger TV-Übertragung angewandt sowie bei analogen Kabelkanälen.

### Analoges Satellitenfernsehen
Bei der analogen Satellitenübertragung standen wegen des sehr viel größeren Frequenzbereichs mehr als zwei Tonunterträger je Fernsehsender zur Verfügung, die über die Programmierung des Receivers ausgewählt werden konnten. Somit war es auch möglich, Filme im Original in Stereofonie zu übertragen oder es wurden mehrere verschiedene Sprachen zwei- oder mehrkanalig aufgezeichnet. Die weiteren Tonunterträger jenseits des zweiten wurden oft auch für Radioprogramme genutzt. Beispiele für diese Techniken war zum einen der Sender Das Erste, der über ASTRA analog auf den ersten beiden Tonträgern bei 7,02 MHz und 7,20 MHz den eigenen Stereoton übertrug und auf den Unterträgern 7,38 MHz und 7,56 MHz zusätzlich den Radiosender SWR3 in Stereo mitsendete. Bei den europäischen Sendern ARTE, Euronews, Eurosport und Sportkanal wurde auf den jeweiligen Tonträgern durchgehend in mehreren Sprachen gesendet.

### Digitalfernsehen
Beim Digitalfernsehen wird auch Stereo- und Zweikanalton digital realisiert, 2005 wurde fast immer entweder das MPEG-2-Verfahren mit dem Ton in MPEG-1-Layer 2 oder das Dolby-Digital-Verfahren genutzt, das auch Mehrkanal-Inhalte bis DD7.1 zulässt. Es gibt aber auch DVB-S-Sender, die beide Varianten (MPEG-Audio, Dolby-Digital) parallel abstrahlen.

#### DVB-T
Bei DVB-T (Das Erste und BR) gibt es Probleme mit dem Zweikanalton.
Um alten Empfängern die Möglichkeit zu geben, Zweikanalton zu empfangen, sendet Das Erste nicht konform zu den DVB-T-Spezifikationen. Der Ton wird auf dem linken oder rechten Stereokanal gesendet.
Dadurch ist es nicht möglich, den Kanal mit modernen DVB-T-Empfängern auszuwählen, die eine Zweikanalkodierung erwarten. Jedoch bieten Fernseher üblicherweise die Möglichkeit, nur die linke oder nur die rechte Tonspur wiederzugeben.